# Phytocoris tucki
Phytocoris tucki är en insektsart som beskrevs av Knight 1953. Phytocoris tucki ingår i släktet Phytocoris och familjen ängsskinnbaggar. Inga underarter finns listade i Catalogue of Life.